# اوسرنزل
اوسرنزل (به آلمانی: Außernzell) یک شهر در آلمان است که در دگندورف واقع شده‌است.

## خصوصیات
اوسرنزل ۲۴٫۱۳ کیلومترمربع مساحت دارد ۳۷۲ متر بالاتر از سطح دریا واقع شده‌است.